# نیکول فارادی
نیکول فارادی (انگلیسی: Nicole Faraday؛ زادهٔ ۲۸ ژوئیهٔ ۱۹۷۶) بازیگر و خواننده اهل بریتانیا است.
از فیلم‌ها یا مجموعه‌های تلویزیونی که وی در آن‌ها نقش داشته‌است، می‌توان به تلفات، زنان رها و پزشک‌ها اشاره نمود.